# Malanga
Malanga é um bairro angolano que pertencente ao município de Sambizanga, na província de Luanda.